# 洛陽玻璃
凱盛新能（港交所：1108，上交所：600876），前稱洛陽玻璃、洛玻股份、洛玻，始为三线建设时期的洛阳玻璃厂。現時是中國建築材料集團旗下公司，是位於中國河南洛陽的國有企業，主營生產和銷售浮法玻璃及加工玻璃。公司在1994年由母公司洛陽浮法玻璃集團成立，並在同年發行H股於香港交易所上市。1995年，公司A股(俗稱洛陽玻璃)在上海證券交易所上市，成為河南省首家發行H股上市的公司。

## H股及A股長期停牌事件
2006年10月31日，洛玻股份因等待「發出股價敏感資料的通告」而申請H股暫停買賣。其後，由於港交所發現洛玻內部控制度不健全及執行不力(實際原因是母公司洛陽浮法玻璃集團及其附屬公司拖欠洛玻股份約6.08億人民幣)，持續違反上市規則，一直暫緩公司復牌。2008年4月23日，港交所更就洛玻違反上市規則進行譴責及批評，指令洛玻繼續暫停買賣，並要求洛玻董事長朱雷波須先辭職。

洛陽玻璃股份H股已於2009年7月31日恢復買賣。

## 連結
- 洛陽玻璃股份有限公司 （页面存档备份，存于）
- 洛陽浮法玻璃集團有限公司 （页面存档备份，存于）